# 山本貴則

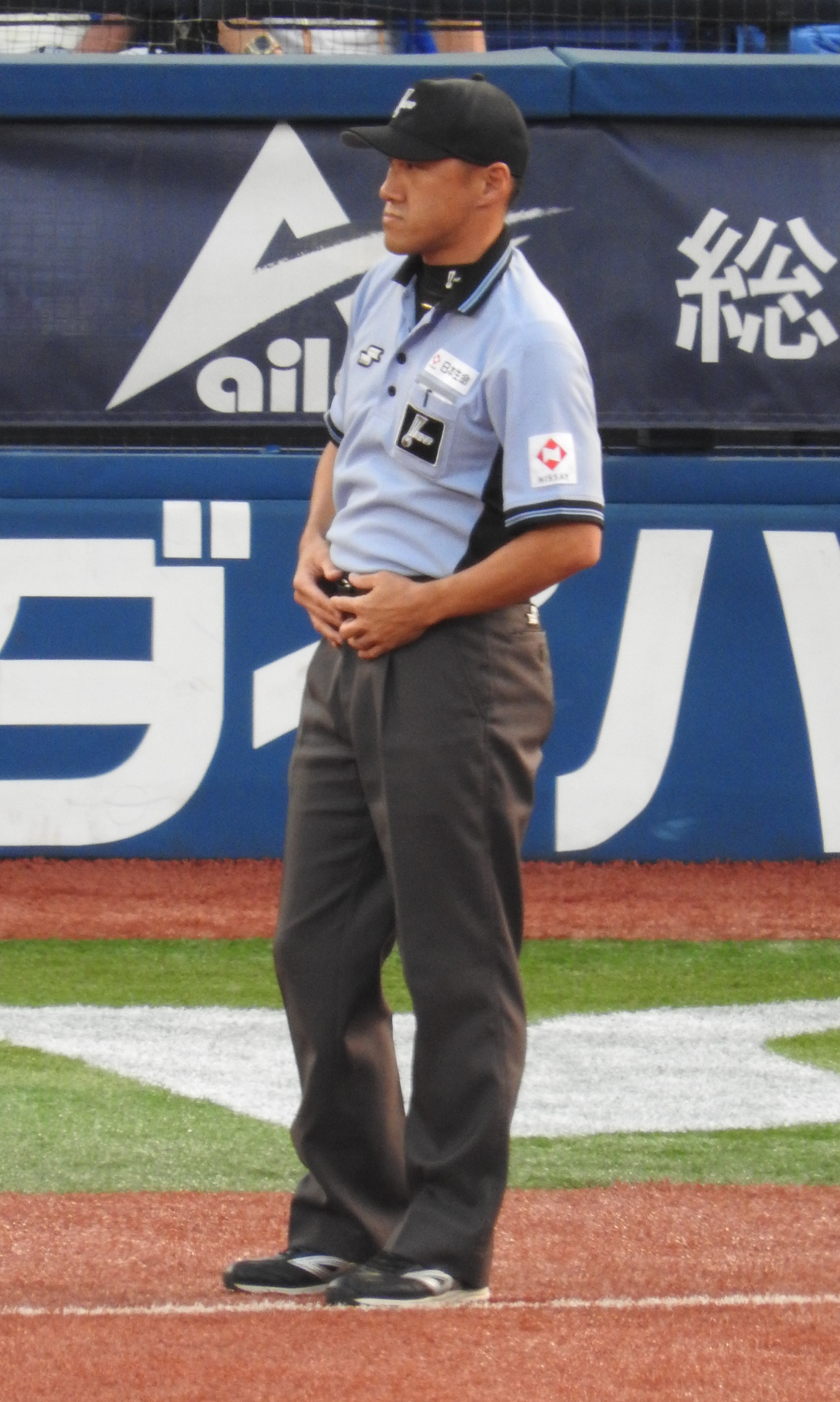
2023年8月10日　横浜スタジアムにて

山本 貴則（やまもと たかのり、1981年9月29日 - ）はプロ野球審判員。大阪府柏原市出身。
日本野球機構審判部関西支局所属。審判員袖番号は『41』（2010年までは21）。

## 来歴・人物
大阪府柏原市立玉手山中学校卒業。
小学校時代は、地元ソフトボールクラブに入り、エースとして活躍。
中学時代は、藤井寺ボーイズに所属。
大阪産業大学附属高等学校から佐川急便を経て2003年2月1日にセ・リーグ審判員となる。
初出場は2007年4月24日中日-広島3回戦。
2011年から審判員の統合により、クルーチーフの佐藤純一審判員が『21』を着用するため山本は『41』に変更された。
2016年にオーストラリアで行われた第4回ワールド・ベースボール・クラシック予選1組に派遣され、4試合に出場した。
2019年にメキシコで開催された第2回WBSCプレミア12オープニングラウンド・グループAに派遣され、3試合に出場した。
2021年6月2日に明治神宮野球場で行われた東京ヤクルトスワローズ対東北楽天ゴールデンイーグルス2回戦で一塁塁審に出場し、NPB審判員史上132人目となる通算1000試合出場を達成した。

## 問題になった判定
2016年のクライマックスファーストステージ第1戦、巨人対DeNA（東京ドーム）の試合で二塁塁審を務めた山本は、8回裏2アウト2塁の場面でインプレー中になぜかよそ見をしており、DeNAの三上朋也の二塁牽制を判定しなかった。しかもタイミングは微妙で、アウトの可能性もあった。すぐにDeNAのアレックス・ラミレス監督が抗議に出た。しかし山本と球審の嶋田哲也は「プレーはかかっていなかった」と説明。しかし、実際の映像では球審の嶋田がプレーをかけているのがはっきりと映されていた。
- 2021年7月8日 オリックス－東北楽天 14回戦 （京セラD） 二塁塁審

6回表、0アウト走者一二塁、センターへの際どい打球はヒットとなったが、二塁走者は捕球されたと思い帰塁したが、中堅手は二塁へ送球、送球を受けた遊撃手は一塁走者をフォースアウトとし、帰塁していた二塁走者へタッグした。二塁塁審の山本は一連のプレイを冷静に見極め、的確に判定を下した。

## 審判出場記録
- 初出場：2007年4月24日、中日対広島3回戦（ナゴヤドーム）、二塁塁審。
- 出場試合数：1351試合
- オールスター出場：2回（2011年、2018年）
- 日本シリーズ出場：3回（2018年、2019年、2020年）

（記録は2024年シーズン終了時）

## 表彰
- ウエスタン・リーグ優秀審判員：2回（2006年、2008年）
- 審判員奨励賞：1回（2019年）[9]
- ファインジャッジ賞：1回（2021年[10]）

（記録は2022年シーズン終了時）